# Spoiler Alert
 (mars 2023).
La mise en forme du texte ne suit pas les recommandations de Wikipédia : il faut le « wikifier ».
Les points d'amélioration suivants sont les cas les plus fréquents. Le détail des points à revoir est peut-être précisé sur la page de discussion.
- Les titres sont pré-formatés par le logiciel. Ils ne sont ni en capitales, ni en gras.
- Le texte ne doit pas être écrit en capitales (les noms de famille non plus), ni en gras, ni en italique, ni en « petit »…
- Le gras n'est utilisé que pour surligner le titre de l'article dans l'introduction, une seule fois.
- L'italique est rarement utilisé : mots en langue étrangère, titres d'œuvres, noms de bateaux, etc.
- Les citations ne sont pas en italique mais en corps de texte normal. Elles sont entourées par des guillemets français : « et ».
- Les listes à puces sont à éviter, des paragraphes rédigés étant largement préférés. Les tableaux sont à réserver à la présentation de données structurées (résultats, etc.).
- Les appels de note de bas de page (petits chiffres en exposant, introduits par l'outil «  Source ») sont à placer entre la fin de phrase et le point final[comme ça].
- Les liens internes (vers d'autres articles de Wikipédia) sont à choisir avec parcimonie. Créez des liens vers des articles approfondissant le sujet. Les termes génériques sans rapport avec le sujet sont à éviter, ainsi que les répétitions de liens vers un même terme.
- Les liens externes sont à placer uniquement dans une section « Liens externes », à la fin de l'article. Ces liens sont à choisir avec parcimonie suivant les règles définies. Si un lien sert de source à l'article, son insertion dans le texte est à faire par les notes de bas de page.
- La présentation des références doit suivre les conventions bibliographiques. Il est recommandé d'utiliser les modèles {{Ouvrage}}, {{Chapitre}}, {{Article}}, {{Lien web}} et/ou {{Bibliographie}}. Le mode d'édition visuel peut mettre en forme automatiquement les références.
- Insérer une infobox (cadre d'informations à droite) n'est pas obligatoire pour parachever la mise en page.

Pour une aide détaillée, merci de consulter Aide:Wikification.
Si vous pensez que ces points ont été résolus, vous pouvez retirer ce bandeau et améliorer la mise en forme d'un autre article.
Pour plus de détails, voir Fiche technique et Distribution.
Spoiler Alert est un film américain sorti en 2022 et mettant en scène Jim Parsons et Ben Aldridge dans le rôle de deux amants. Il s'agit d'une adaptation de Spoiler Alert: The Hero Dies (2017), les mémoires du journaliste Michael Ausiello, récit des onze mois passés entre le moment où son compagnon s'est vu diagnostiquer un cancer en phase terminale, et le décès de ce dernier.
Parsons joue Ausiello et Aldridge joue son mari Kit Cowan qui est en train de mourir d'un cancer.

## Synopsis
Le film s'ouvre sur Kit Cowan mourant dans les bras de son mari, Michael Ausiello, après une bataille de 11 mois contre un cancer en phase terminale. L'histoire, racontée par Michael, détaille leur relation de 14 ans menant à la mort de Kit.
En 2001, Michael, journaliste pour TV Guide, est invité dans une boîte de nuit gay par son meilleur ami à Manhattan. Là-bas, il rencontre Kit, un photographe, et les deux hommes créent un lien instantanément. Alors qu'ils commencent à sortir ensemble, Michael se débat avec ses insécurités de ne pas être assez attirant pour Kit, étant auparavant en surpoids. Ils reconnaissent tous les deux leurs craintes d'être dans une relation à long terme puisqu'aucun d'eux n'en avait eu auparavant, mais ils décident de continuer à se fréquenter. Lors de leur premier Noël ensemble, Kit donne à Michael son propre placard dans son appartement, invitant Michael à vivre avec lui.
Treize ans plus tard, après de nombreuses années de bonheur, le couple bat de l'aile, Michael étant très occupé par sa société TVLine et soupçonnant  Kit d'avoir une liaison avec son collègue Sebastian. Ils se mettent alors à suivre une thérapie de couples. Parallèlement, Kit commence à montrer des signes de mauvaise santé et est rapidement diagnostiquer d'une forme rare de cancer neuroendocrinien de stade 4.
Le combat contre la maladie de Kit va resserrer les liens entre Michael et Kit.

## Fiche technique
- Réalisation : Michael Showalter
- Scénario : David Marshall Grant et Dan Savage d'après le livre de Michael Ausiello
- Photographie : Brian Burgoyne
- Montage : Peter Teschner
- Musique : Brian H. Kim
- Distribution : Focus Features
- Durée : 112 minutes
- Date de sortie : 2 décembre 2022

## Distribution
- Jim Parsons (VF : Fabrice Fara) : Michael Ausiello
- Ben Aldridge : Kit Cowan
- Sally Field : Marilyn Cowan
- Bill Irwin : Bob
- Antoni Porowski : Sébastien
- Nikki M. James (VF : Alice Taurand) : Nina
- Jeffery Self : Nick
- Tara Summers : Mme Ausiello
- Shunori Ramanathan (VF : Anaïs Delva) : le docteur Lucas
- Paco Lozano (VF : Georges D'Audignon) : le juge

## Production
La production a commencé en décembre 2018, lorsque Jim Parsons a signé pour produire et jouer dans le film et que Michael Showalter a signé pour le réaliser. En juillet 2021, Ben Aldridge a été choisi pour le rôle de Kit Cowan. En septembre 2021, Sally Field a rejoint le casting en jouant la mère de Kit, Marilyn. Le tournage a commencé à l'automne à New York.

## Sortie
Le film a connu une sortie limitée via Focus Features le 2 décembre 2022, avant de sortir aux États-Unis une semaine plus tard, le 9 décembre 2022.
Cependant, le film n'est pas encore sorti en salles en France.

### VOD
Spoiler Alert est sorti en VOD le 20 décembre 2022, suivi d'une sortie Blu-ray et DVD le 7 février 2023 aux États-Unis et au Canada.

## Réception

### Box-office
Le film a rapporté 679 690 $ dans 789 cinémas lors du week-end de sa sortie, terminant 10e.

### Critique
Sur Rotten Tomatoes, le film détient un taux d'approbation de 85% sur la base de 88 critiques, avec une note moyenne de 6,7/10. Le consensus du site Web se lit comme suit: "Cela peut être frustrant et inégal, mais les solides performances d'un casting talentueux aident Spoiler Alert à rester du bon côté de la saccharine."  Sur Metacritic, le film a un score de 61 sur 100 basé sur 22 critiques, indiquant "des critiques généralement favorables". PostTrak a rapporté que 91% des membres du public ont donné au film une note positive.

### Distinctions
| Prix                                             | Date de cérémonie | Catégorie                                                                                     | Nomination                    | Résultat   | Ref.   |
| ------------------------------------------------ | ----------------- | --------------------------------------------------------------------------------------------- | ----------------------------- | ---------- | ------ |
| Prix des médias GLAAD                            | 30 mars 2023      | Film exceptionnel - Large diffusion                                                           | Alerte spoil                  | Nomination | [ 10 ] |
| Prix Artios de la société de casting             | 9 mars 2023       | Réalisation exceptionnelle en casting - Studio ou long métrage indépendant - Comédie          | Avy Kaufmann                  | Nomination | [ 11 ] |
| Prix de la Guilde des superviseurs de la musique | 5 mars 2023       | Meilleure supervision musicale pour un film avec un budget de 25 millions de dollars et moins | Natalie HaydenGarrett McElver | Nomination | [ 12 ] |
| Les queerties                                    | 28 février 2023   | Film en studio                                                                                | Alerte spoil                  | Nomination | [ 13 ] |
| Les queerties                                    | 28 février 2023   | Spectacle - Film                                                                              | Ben Aldridge                  | Nomination | [ 13 ] |
| Les queerties                                    | 24 février 2022   | Prochaine grande chose                                                                        | Alerte spoil                  | Nomination | [ 14 ] |